# Ștefan Petrache
Ștefan Petrache (n. 8 mai 1949, Vînători, raionul Nisporeni, Republica Moldova – d. 13 ianuarie 2020, Republica Moldova) a fost un interpret de muzică ușoară din Republica Moldova, cunoscut pentru activitatea ca vocalist al formațiilor „Noroc”, „Plai” ș.a.

## Copilărie și studii
Este unicul copil al familiei țăranilor Ana (născută Secrieru) și Gheorghe Petrache. Tatăl său a murit într-o mină de cărbuni din Donbas, când Ștefan avea aproape 6 luni. Până la vârsta de 7 ani, copilul a crescut cu mama sa.
În 1955-1957, Ministerul Culturii al RSSM l-a descoperit pe Ștefan Petrache în timpul unor expediții culturale prin satele Moldovei și i-a recomandat mamei să îl trimită la școala de muzică din Chișinău. Astfel, tânărul Petrache a fost transferat la școala de muzică de pe strada Armenească, cunoscută mai târziu ca Școala de muzică „Eugen Coca”, fiind cazat la o casă de copii, în clădirea cunoscută azi ca conacul urban al lui Inglezi. A început să studieze pianul, dar a fost trecut la vioară pentru că era considerat prea „plăpând” și „mic” pentru un instrument „atât de mare cum este pianul”. Fiind pasionat de științele exacte, către clasa a șaptea-a opta el deveni șeful postului de radio din școală și responsabilul de cinematograful școlar.
A fost exmatriculat definitiv în clasa a opta, către sfârșitul primului ciclu de învățământ, pentru „purtare necuviincioasă”. A susținut examenele de admitere la noul Tehnicum Electromecanic din Chișinău de pe strada „Kercenskaia” (actuala Melestiu) cu punctaj maxim, dar nu și-a continuat studiile, preferând să se întoarcă la muzică. În vara anului 1966, Mihai Dolgan l-a angajat să-i repare un amplificator, iar în timpul reparației a ascultat câteva șlagăre ale vremii în interpretarea acestuia și i-a propus să colaboreze.
A absolvit Institutul de Arte „G. Musicescu” din Chișinău.

## Carieră muzicală
A fost solist al Orchestrei de estradă și simfonică a TeleRadio Moldova (1974-1975), al formațiilor vocal-instrumentale „Orizont” (1977) și „Contemporanul” (1978-1981), după care a condus formația „Plai” (1982-1987). Între anii 1988-1990, Ștefan Petrache a activat ca solist în formația de propagare a muzicii a Filarmonicii de Stat din Chișinău.
Artistul a înregistrat multe piese muzicale populare în Republica Moldova, cum ar fi: Eu vin, Adevăruri, Și dacă ramuri bat în geam, În august, Chemarea casei părintești.
A petrecut pe scenă și în turnee 32 de ani din viața sa.

## Premii și distincții
Ștefan Petrache a primit următoarele premii și distincții:
- titlul onorific Artist Emerit (1986)[9]
- medalia „Meritul Civic” (1993)[9]
- Ordinul „Gloria Muncii” (2001)[12]
- Ordinul Republicii (2014)[13]

## Viață personală
Ștefan Petrache a fost căsătorit cu Raisa Petrache. Într-un interviu din 2018, Petrache îl numea pe Ion Suruceanu cel mai bun prieten al său.
Din 2009, muzicianul suferea de diabet zaharat, care i-a afectat tot organismul. Boala și stresul au provocat o forma gravă de neurodermită.